# Macken (EP)
Macken är en EP från 1986 av Galenskaparna och After Shave. Låtarna var med i TV-serien Macken.

## Produktion
- Text och musik: Claes Eriksson
- Sång: Knut Agnred, Anders Eriksson, Jan Rippe
- Kör: Per Fritzell, Peter Rangmar
- Arr och klaviatur: Charles Falk
- Bas: Jan Gunér
- Gitarr: Lars Lim Moberg
- Trummor: Måns Abrahamsson

## Låtförteckning
1. "Macken" (Roy och Rogers version) – Anders, After Shave
2. "Konfirmationspresenten" – Knut